# Heliodoxa whitelyana
Heliodoxa whitelyana, "svartbröstad briljant", är en fågel i familjen kolibrier. Den betraktas oftast som underart till svartstrupig briljant (Heliodoxa schreibersii), men urskiljs sedan 2014 som egen art av Birdlife International och IUCN.
Fågeln förekommer i centrala och södra delen av östra Peru (Pasco och Junín till norra Cusco samt västra Madre de Dios). Den kategoriseras av IUCN som livskraftig.